# Obila paularia
Obila paularia là một loài bướm đêm trong họ Geometridae.